# 西海岸線 (韓國)
西海岸線（：／ Seohaean seon */?）是位于韩国的一条已废弃的铁路，主線自全羅北道金堤市至全羅南道咸平郡鶴橋面，計劃長度124km，支線自大野至竹山郡，計劃長度22.3km，已於1976年廢止。

## 路线资料
- 路线距离：35km
- 轨间距离：
- 车站数：4
- 复线区间：
- 电化区间：

## 历史
- 1967年4月12日：开工。
- 1970年：通車，僅修建了35km。
- 1976年：廢線。